# Geraldo Majela Reis
Geraldo Majela Reis (* 28. August 1924 in Lamim; † 27. Mai 2004 in Conselheiro Lafaiete) war ein brasilianischer Geistlicher und römisch-katholischer Erzbischof von Diamantina.

## Leben
Geraldo Majela Reis empfing am 27. November 1949 die Priesterweihe für das Erzbistum Mariana und war zunächst Pfarrer in Mariana.
Papst Paul VI. ernannte ihn am 3. Januar 1978 zum ersten Bischof des mit gleichem Datum errichteten Bistums Três Lagoas. Die Bischofsweihe spendete ihm der Erzbischof von Mariana, Oscar de Oliveira, am 30. März desselben Jahres. Mitkonsekratoren waren der Altbischof von Assis, José Lázaro Neves CM, und der Bischof von Campo Grande, Antônio Barbosa SDB.
Am 3. Februar 1981 wurde er von Papst Johannes Paul II. zum Erzbischof von Diamantina ernannt. Aus diesem Amt zog er sich am 14. Mai 1997 zurück.